# 「ノーサイド」永遠の瞬間
『「ノーサイド」永遠の瞬間』（ノーサイド えいえんのとき）は、2007年1月5日の24:54〜26:18（実際は1月6日の0:54〜2:18、いずれもJST）に毎日放送テレビ（MBSテレビ）の製作により、JNN加盟各局で放送された、KOBELCOスペシャル・全国高等学校ラグビーフットボール大会の特別番組である。
毎日放送テレビ（MBSテレビ）では全国高校ラグビーを長年中継やダイジェストで特集していたが、2006年から中継は決勝（1月7日）だけとなった。それまで中継に当てていた1月5日は関連ドキュメントと大会ハイライトで構成する特番となった。
第86回（2006年度）の準決勝日であるこの日は、ダイジェストの司会・中川家を始め、大畑大介（神戸製鋼所社員、ラグビー部員）、橋下徹（弁護士、現・大阪府知事）、大会マスコットの入船加澄実が、高校ラグビーへの情熱をかける様々な人物へのインタビューや訪問を行った。